# Сануч, Тайиб Талха
Тайиб Талха Сануч (тур. Tayyib Talha Sanuç; род. 17 декабря 1999, Карабюк) — турецкий футболист, защитник турецкого клуб «Бешикташ» и сборной Турции.

## Клубная карьера
Родившийся в турецком городе Карабюк Тайиб Талха Сануч — воспитанник местного клуба «Карабюкспор». 2 июня 2017 года он дебютировал в турецкой Суперлиге, выйдя на замену в самой концовке гостевого матча с командой «Акхисар Беледиеспор». 17 июля 2018 года, стали игроком турецкого клуб «Адана Демирспор». 

## Достижения
Адана Демирспор
- Первая лига Турции по футболу: 2020–21